# Nonnberg (Salzburg)
Der Nonnberg in der österreichischen Stadt Salzburg ist ein dem Festungsberg in nordöstlicher Richtung vorgelagerter kleiner Stadtberg im Bereich des historischen Zentrums der Stadt. Er besteht wie der Festungsberg an seiner Basis aus Hauptdolomit, darüber ist Dachsteinkalk aufgelagert. Bedeutendstes Bauwerk auf diesem Vorberg ist das Benediktinerinnenabtei Nonnberg.

## Name und Lage
Der Name Nonnberg geht auf das Benediktinerinnenstift Nonnberg zurück, das um 700 von der Nichte des Missionars Hruodbert (Ruprecht), Arintrud (Erentrudis), gegründet wurde. Das Kloster Nonnberg war wesentlich an der Besiedlung und Kultivierung von Salzburg beteiligt.
Auf den Nonnberg gelangt man von der Innenstadt entweder über die 140 Stufen der Treppe von der Kaigasse aus oder über die Festungsgasse. Auf diesem Weg findet man auf der stadtseitigen Mauer die Nachbildung des sogenannten „Nonnberger Hundes“, ein als Grenzstein zwischen dem Stift Nonnberg und der Stadt Salzburg dienender und nunmehr stark verwitterter romanischer Löwe aus dem 12. Jahrhundert. Möglicherweise ist dieser Löwe ein Überrest einer Löwenfigur aus der romanischen und 1423 bei einem Brand zerstörten Heinrichsbasilika des Stiftes Nonnberg. Vom Nonntal aus führen das Erhardgäßchen und die Nonntalgasse auf den Nonnberg.

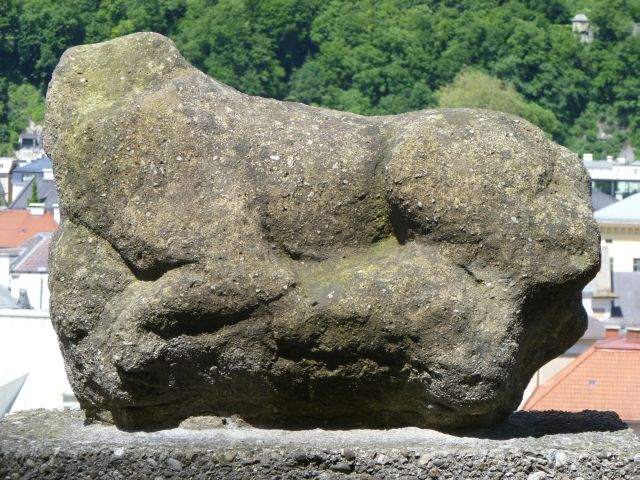
Nonnberger Hund

Außerhalb der oberen Nonnbergpforte entstanden Behausungen, in denen unter anderem die Schützen und Wächter des Klosters wohnten. Später siedelten sich hier auch Dienstleute (Büchsenmacher, Vogelfänger, Zimmerleute, Jäger) der Salzburger Erzbischöfe an. Früher hieß dieser Bereich „Obere Zeile“. Der Bereich der heutigen Nonnberggasse und des Erhardgäßchens am südlichen Fuße des Nonnbergs hieß früher „Mittlere Zeile“ oder auch „Riegel“ („Riedel“); die Nonnberggasse wurde früher der „Hohe Weg“ genannt, das Erhardgäßchen hieß „Pechbrockergäßchen“. Die heutige Nonntaler Hauptstraße war die „Untere Zeile“ oder der „Untere Riegel“ (auch „Tiefe Gasse“). In dem Tal waren die Wirtschaftsgebäude des Klosters und die Häuser der Bediensteten zu finden. Zusammen mit der Brunnhausgasse ist dieser Bereich dem „Inneren Nonntal“ zuzurechnen. Bei der Mariensäule gegenüber dem früheren Gasthof Zum Goldenen Hahn begann das „Äußere Nonntal“. Ende des 19. und zu Beginn des 20. Jahrhunderts entstanden in diesem Stadtteil zahlreiche Wohnhäuser, nach dem Zweiten Weltkrieg wurden dort ein Schulzentrum und nach 1970 Bauten der Universität Salzburg errichtet.
Zum Kloster Nonnberg gehört auch ein kleiner Friedhof, dessen Grabstellen den Klosterschwestern und wenigen mit dem Kloster verbundenen Salzburgern (etwa Thomas Michels) vorbehalten sind.
Der Nonnberg ist mit dem Festungsberg mit dem sogenannten „Reißzug“ verbunden. Dieser ist soweit bekannt mit seinem Betrieb ab 1460 die älteste erhaltene (Stand-)Seilbahn der Welt. Sein Name leitet sich vom mittelhochdeutschen Verbum rīsen her und bezieht sich auf das Hinaufziehen von Gegenständen.
Auf der dortigen Lodronschen Bastei, die heute als Aussichtsterrasse genutzt ist, wird auf einer Schautafel der geologische Aufbau des Berges im Salzburger Becken erläutert.
Auf dem Nonnberg findet sich auf zahlreichen Mauern, die aus dem Konglomeratgestein des Mönchsberges gebaut wurden, besondere botanische Lebensräume, die zur Kalkfelsspaltengesellschaft gehören.

Nonnberg
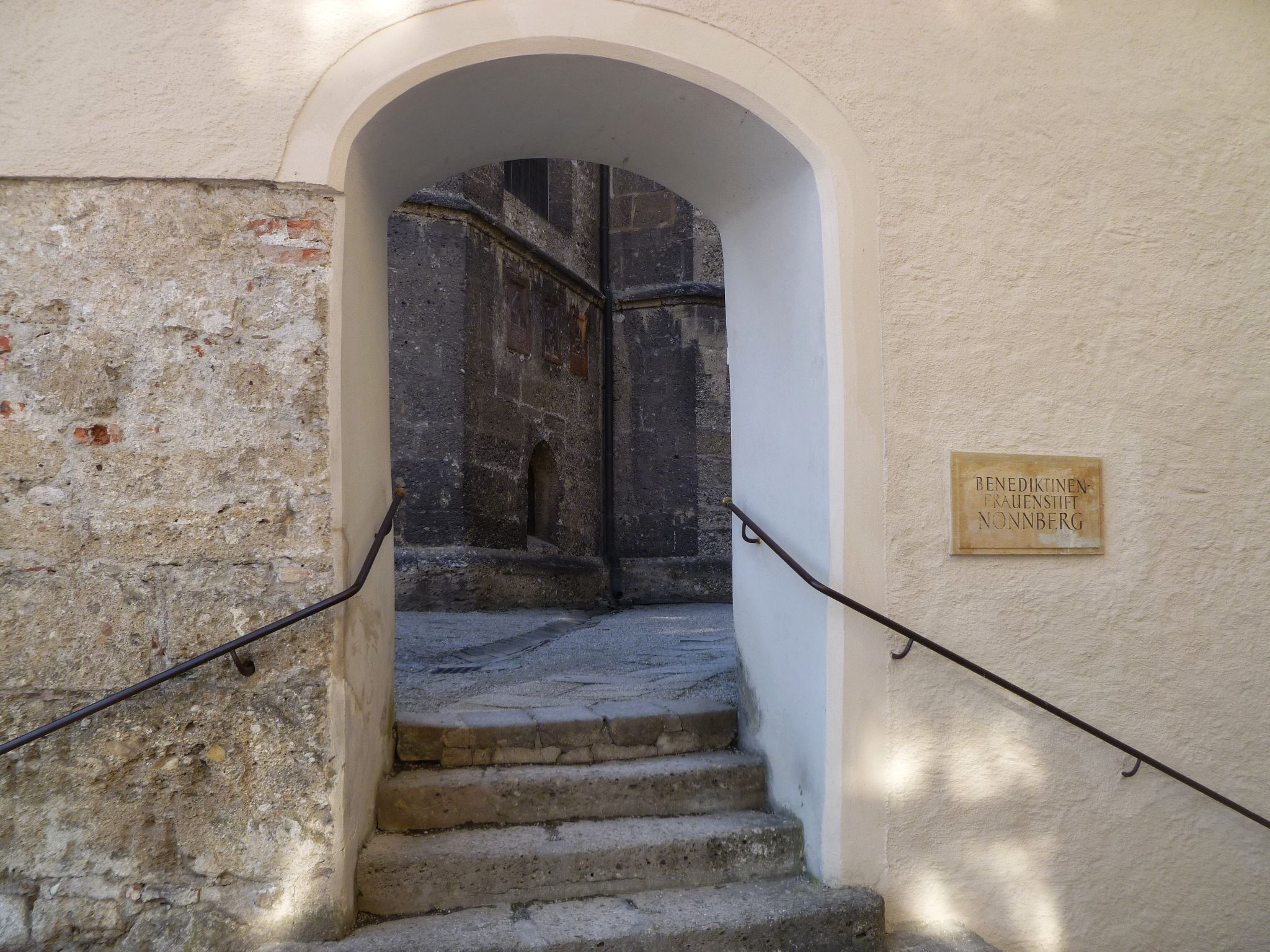
Zugang zum Benediktinerinnenkloster
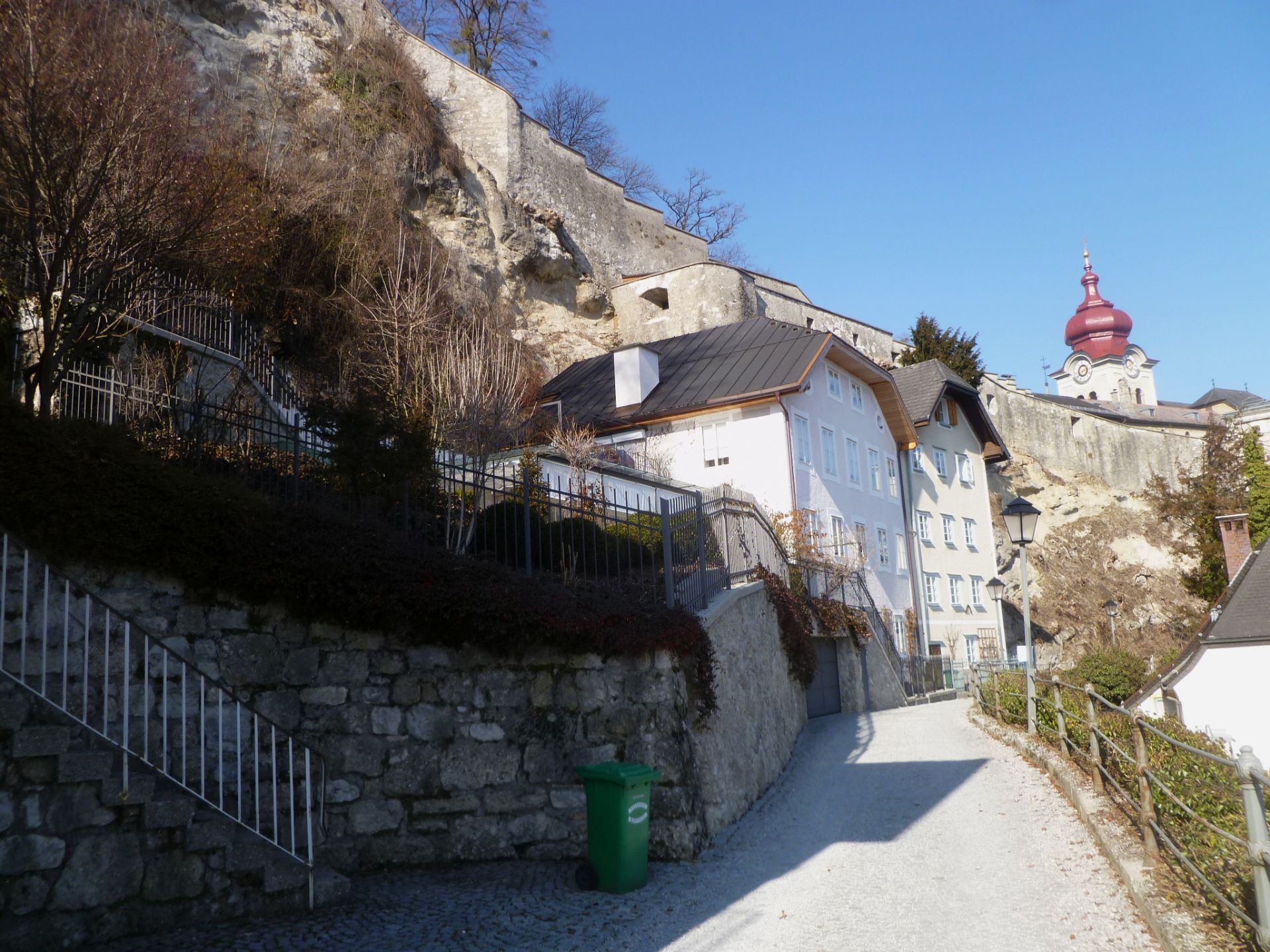
Nonnberggasse mit Blick auf das Kloster
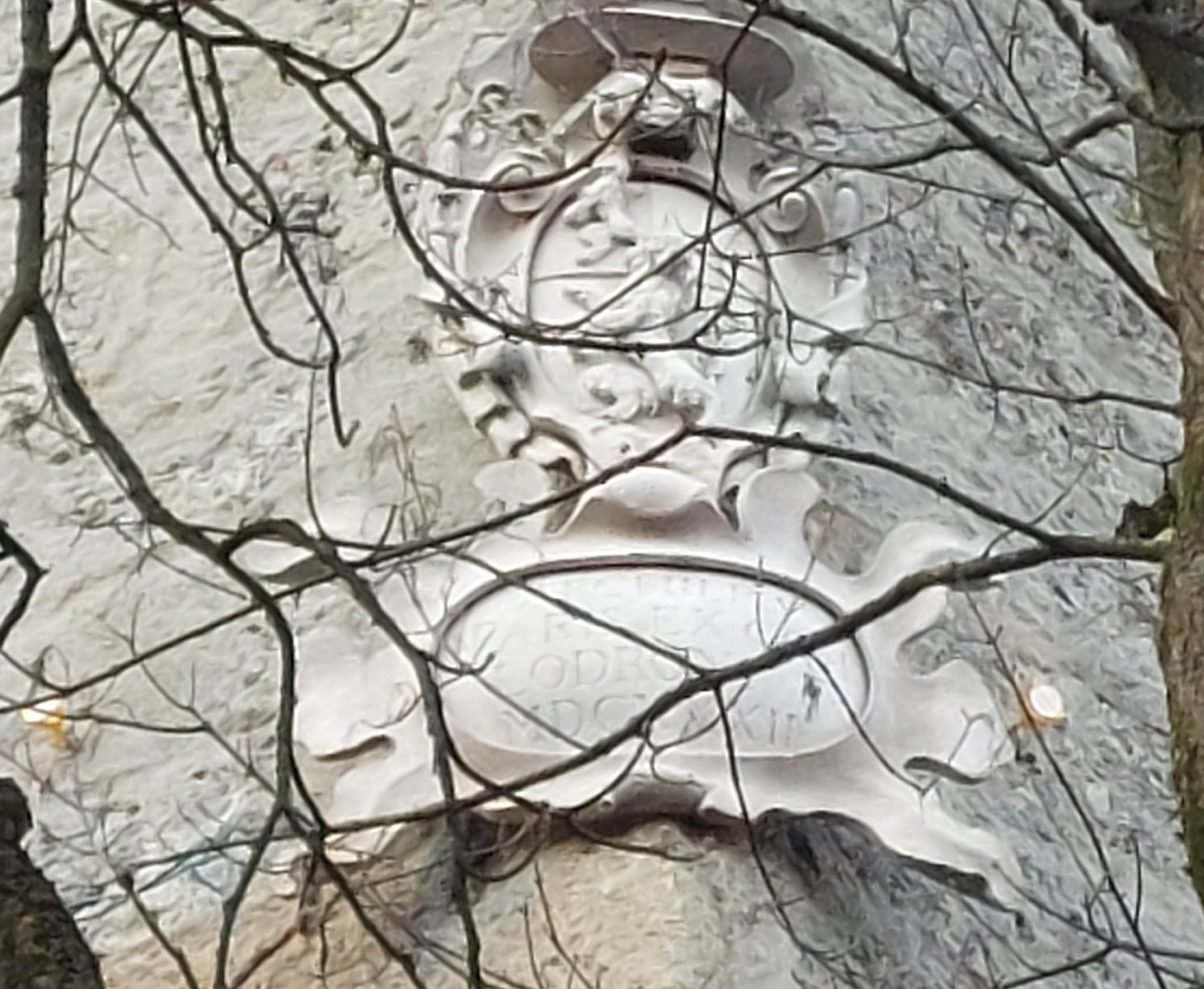
Paris-Lodron'sches Wappen auf der Nonnbergbastei
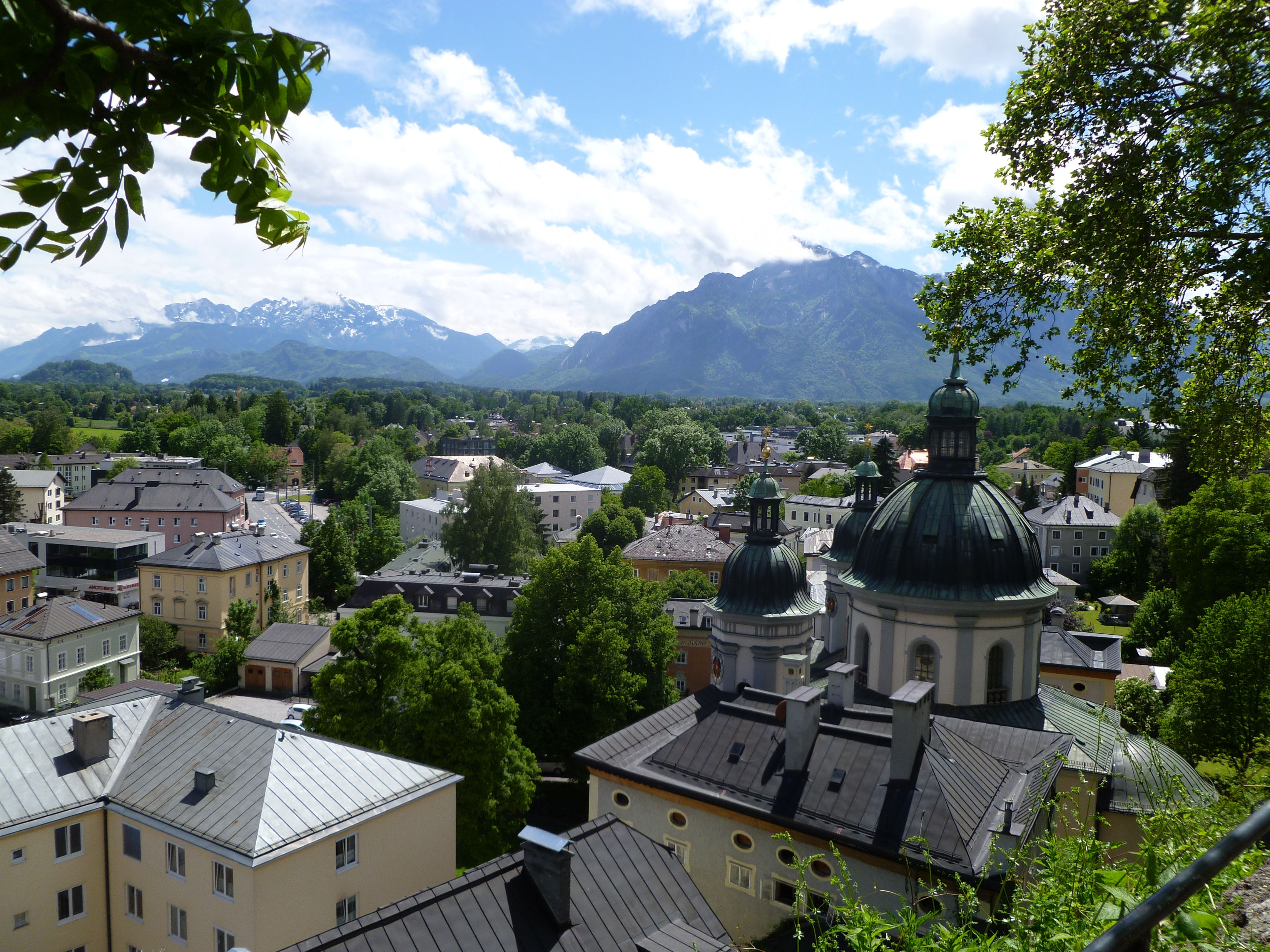
Blick auf das Nonntal vom Nonnberg
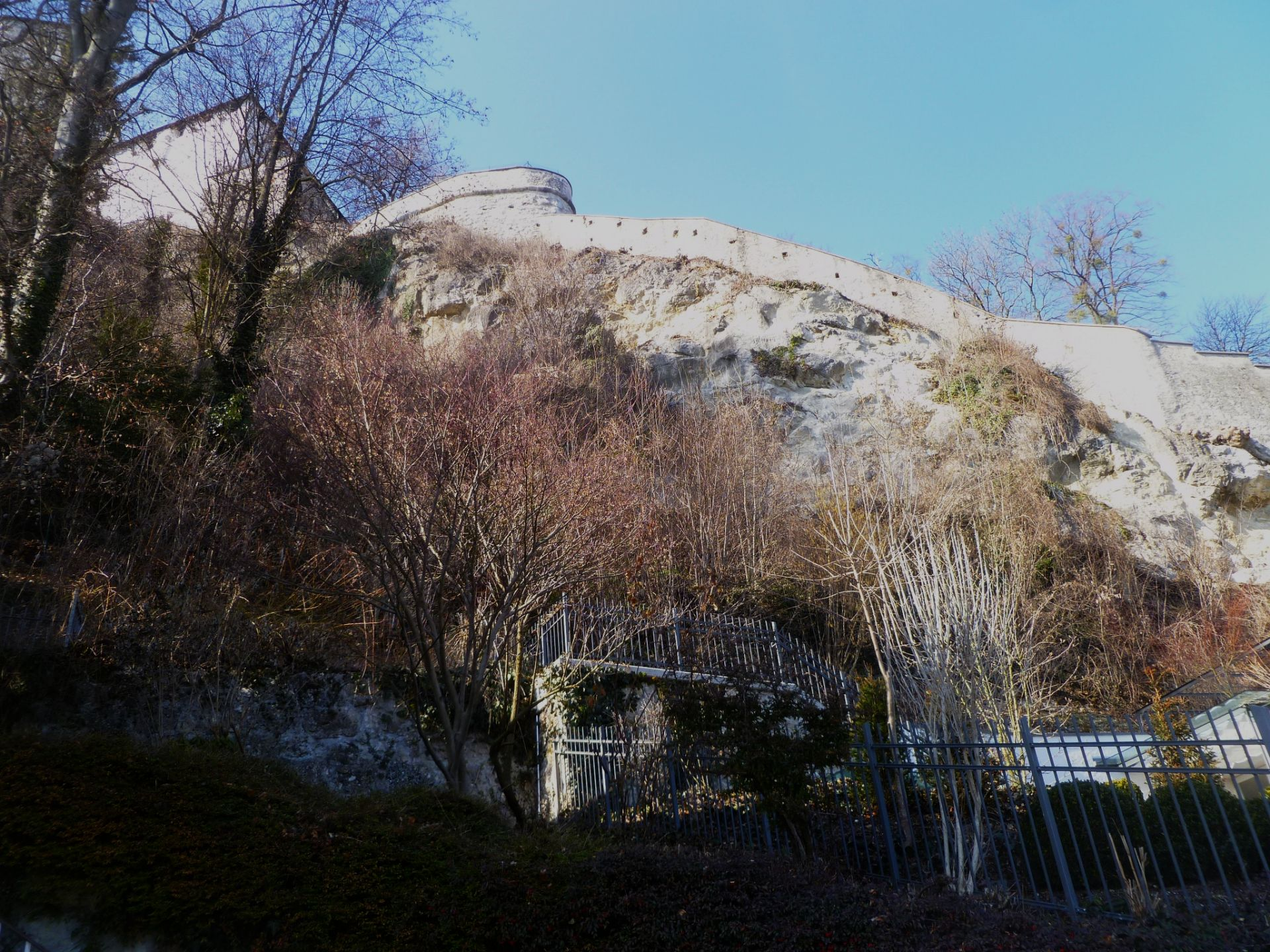
Mittelalterliche Wehrmauer vom Nonnberg auf die Festung Hohensalzburg

## Historisches zum Nonnberg
Die Besiedlung des Nonntales und auch des Nonnbergs fand bereits zur keltischen Zeit statt. Ab der römischen Besiedlungsperiode (15 v. Chr.) sind hier römische Siedler sicher nachgewiesen (Totenfeld mit Grabmälern im Bereich Erhardgäßchen-Nonnberggasse, Reste eines römischen Blockbaus aus dem Beginn der Zeitrechnung, römische Ziegel am Nonnberg, eventuell auch ein Herkules- und Merkurheiligtum). Über den Nonnberg verlief auch eine Römerstraße, die Juvavum mit Hallein und dem Reichenhaller Becken (Verlauf der heutigen Sinnhubstraße) verband. Im Jahr 488 verließ mit der Aufgabe der Provinz Noricum auf Befehl Odoakers ein großer Teil der romano-keltischen Bevölkerung die Stadt Salzburg. Ein Rest der Bewohner zog sich auf den Nonnberg und den Festungsberg zurück, vielleicht auch auf den Rainberg und den Kapuzinerberg. Von diesen restlichen Bewohnern wurde das frühchristliche Erbe weitergetragen, wie Grabfunde im Bereich der Domgaragen belegen.
Bevor die Festung Hohensalzburg gebaut wurde, befand sich am Nonnberg das Castrum superius oder Castrum juvaviense genannt wurde. Deren Wehranlagen zogen den Nonnbergfuß und den Festungsberg  mit ein. Erst im Investiturstreit im Jahr 1077 wurde die erste Burg am Gipfel des Festungsberges errichtet. Erzbischof Paris Lodron baute die noch mittelalterlich gebliebene Burg zur Festung aus, indem er sie mit einem starken Außenring aus Artilleriebasteien versah. Er ließ auch die Hasengrabentorbastei, die Hasengrabenbasteien und die beiden Nonnbergbasteien (Obere und Untere Nonnbergbastei, Kajetanerbollwerk) erbauen sowie die sogenannte Katze erheblich verstärken.
Diese fortifikatorischen Bauten auf dem Nonnberg sind bei dem Bau des Justizgebäudes (1909) zum Teil abgebaut worden; das Kajetanertor war bereits 1873 wegen des Straßenverkehrs entfernt worden. Reste der alten Wehrbauten finden sich noch in der Schanzlgasse und der Basteigasse. Im Keller des Hauses Schanzlgasse 14 sind noch Reste des alten Ehrentrudistores erhalten.